# رونالد ستيفنسون
رونالد ستيفنسون (بالإنجليزية: Ronald Stevenson)‏ (و. 1928 – 2015 م) هو ملحن، وعالم موسيقى، وعازف بيانو بريطاني، ولد في بلاكبرن، يستخدم آلات بيانو، توفي عن عمر يناهز 87 عاماً.

## التعليم
تعلم في الكلية الملكية الشمالية للموسيقى ‏
.

## جوائز
حصل على جوائز منها:

الدكتوراه الفخرية من جامعة أبردين ‏

## وصلات خارجية
- رونالد ستيفنسون على موقع IMDb (الإنجليزية)
- رونالد ستيفنسون على موقع ميوزك برينز (الإنجليزية)
- رونالد ستيفنسون على موقع أول ميوزيك (الإنجليزية)
- رونالد ستيفنسون على موقع ديسكوغز (الإنجليزية)

- رونالد ستيفنسون في قاعدة بيانات الأفلام على الإنترنت